# シップレイ・ベイ (護衛空母)
シップレイ・ベイ (USS Shipley Bay, CVE-85) は、アメリカ海軍の護衛空母。カサブランカ級航空母艦の31番艦。艦名はアラスカ州南東部コスアキスコ島のシップレイ湾に由来する。

## 艦歴
「シップレイ・ベイ」は1943年11月22日に海事委任契約の下ワシントン州バンクーバーのカイザー造船所で起工する。1944年2月12日にL. B. リチャードソン夫人によって進水し、1944年3月21日にエドガー・T・ニール艦長の指揮下で就役した。
「シップレイ・ベイ」はサンディエゴとサンペドロ湾の中間海域で5月3日まで処女航海を行った後、南太平洋方面へ航空機とパイロットを輸送する任務に就き、10月まで西海岸と真珠湾、マジュロ、ガダルカナル島およびツラギ島との間を往復し、合計496機の航空機を輸送した。
輸送任務を終えた「シップレイ・ベイ」は、次に第38任務部隊（マーク・ミッチャー中将）に合流し、三度の任務で中核の空母にパイロット、航空機およそ100機、および弾薬を補給する任務に就いた。10月17日から29日にかけてはサマール島東方150マイルの洋上で補給を行い、12月10日から24日にかけてはルソン島東方450マイル洋上にて会合。12月26日から1945年1月12日までの三度目の任務では、ルソン島の北東350マイルの洋上で会合した。補給任務を終えたシップレイ・ベイは真珠湾に戻り、訓練用空母として3ヵ月間活動した。
4月22日、「シップレイ・ベイ」は沖縄戦の戦場に向かうため真珠湾を出撃した。グアムを経由して沖縄島近海に到着した「シップレイ・ベイ」は5月7日から16日までの間、航空機を352回出撃させて日本軍の砲台、レーダー施設、洞窟などを攻撃していった。しかし、5月16日に給油艦「キャッシュ (USS Cache, AO-67) 」から航空ガソリンを補給中、航空ガソリン用のタンクが破損。「シップレイ・ベイ」は修理のためグアムアプラ港に後退した。
修理を終えた「シップレイ・ベイ」は、6月9日に沖縄沖で他の護衛空母5隻と合同。6月14日から16日まで石垣島と宮古島の航空基地に対する攻撃を行った。「シップレイ・ベイ」の航空機は6月18日から22日にかけても再度の攻撃を行い、沖縄沖を去っていった。「シップレイ・ベイ」はアメリカ本国に回航され、終戦時にはサンディエゴにてオーバーホール中であった。
9月26日、「シップレイ・ベイ」はマジック・カーペット作戦に参加してサンディエゴを出港。真珠湾、沖縄およびクェゼリン環礁からの約1,000名の復員兵をサンフランシスコまで輸送した。任務終了後の1946年2月、東海岸に向かった。3月9日にボストンに到着し、不活性化工事を施行後6月28日に退役して大西洋予備役艦隊に配属された。その後、1959年3月1日に除籍され、10月2日にスクラップとして売却された。
「シップレイ・ベイ」は第二次世界大戦の戦功で2つの従軍星章を受章した。 